# ۴۱۲ (قمری)
۴۱۲ (قمری)، چهارصد و دوازدهمین سال در گاهشماری هجری قمری است. اول محرم این سال برابر با بیست و سوم آوریل سال ۱۰۲۱ میلادی است.